# 高以翔
高以翔（英語：Godfrey Gao，1984年9月22日—2019年11月27日），本名曹志翔，臺灣男演員、模特兒，與丁春誠、陳紹誠、藍鈞天四人被封為「時尚F4」。2019年11月27日，於浙江宁波錄製浙江衛視真人實境秀節目《追我吧》時意外猝逝，享年35歲。

## 生平

### 家庭與个人生活
高以翔1984年9月22日出生於台北，小學移民加拿大，於溫哥華成長求學。曾祖父曹振聲曾是上海法租界工部局總翻譯。爷爷是臺北市迪化街附近的地主。父親曹道成曾任米其林輪胎台灣代理商總經理。母親陳細珍为馬來西亞華僑，曾于1970年贏得檳城選美活動。高以翔在家中三兄弟排行老么，大哥曹志傑，二哥高宇橋（曹志凱）亦在演藝圈發展。

### 演艺生涯

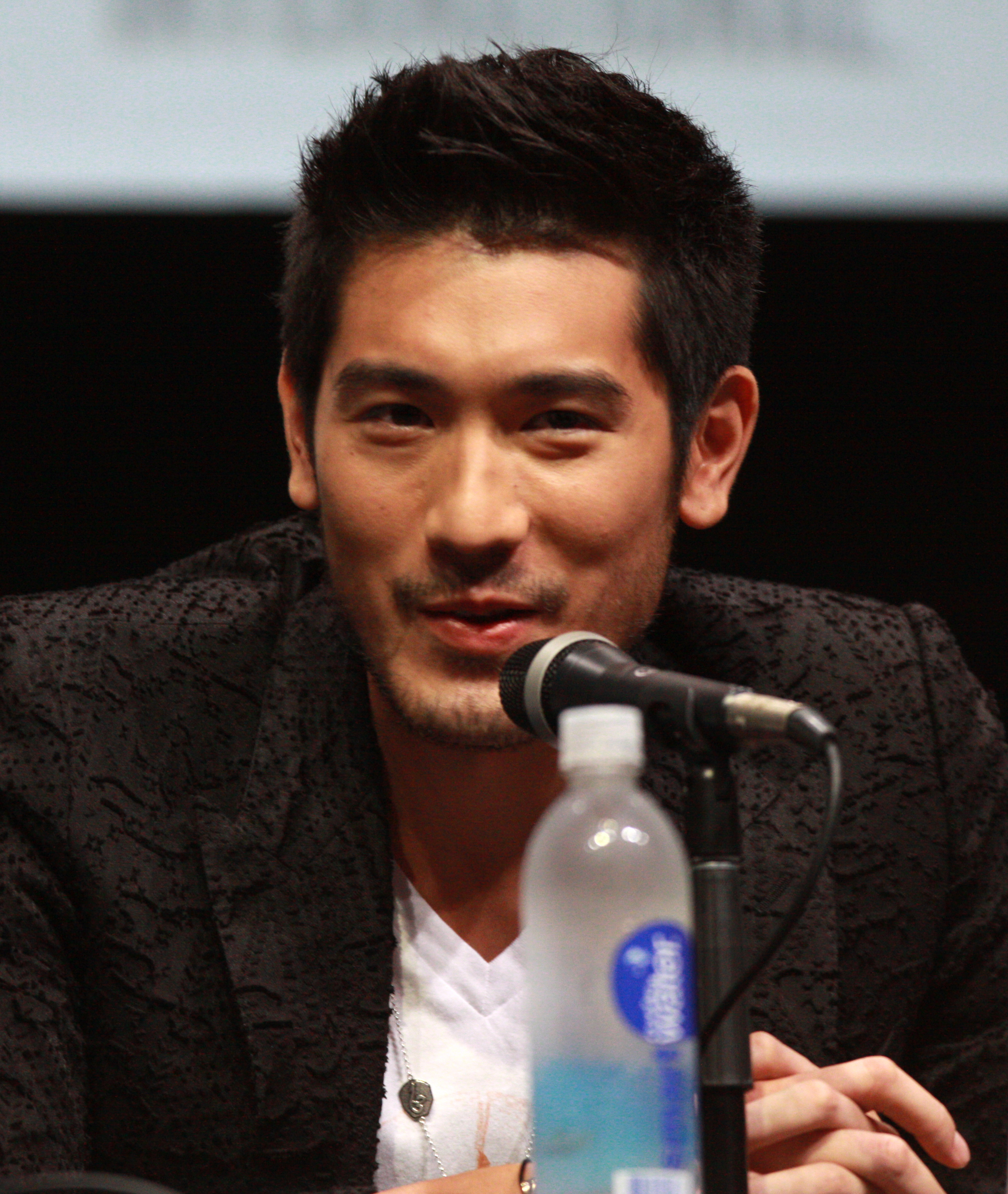
2013年，高以翔在圣地亚哥国际漫画展的活動中

2005年，高以翔回台後因出席許多時尚派對、電視節目，受媒體、雜誌注目，與丁春诚、陈绍诚、藍鈞天四人被封為「真人版的F4」，一般稱為「時尚F4」。四人同為嘉裕西服2008秋冬季產品拍攝目錄並走秀，並於2009年4月推出四人的第一本書《遇見時尚F4》。
2006年，高以翔在偶像剧《爱情魔法师》中客串演出，同年在《天堂来的孩子》、《恋爱女王》、《超级拍档》等多部电视剧扮演配角；2008年，高以翔轉往中國大陸發展，与周迅、张雨绮、桂纶镁合作电影《女人不坏》。2010年，他与陈庭妮合作主演偶像剧《我的排队情人》，饰演男主角白谦睿，是首部擔任主角的作品。同年高以翔獲中國大陸版《時尚先生》評選為「年度港台風尚男藝人」。
2011年，高以翔擔任LV全球2011春夏形象廣告要角之一，成為LV形象廣告中，第一個任用的亞洲模特兒。2012年，他开始把事业重心转向中國大陆，参演《华丽一族》、《勝女的代價》等电视剧；同年与焦俊艳合作爱情偶像剧《遇见王沥川》，讲述瑞士华裔建筑师王沥川与云南小镇大学生谢小秋分分合合的爱情故事，凭借剧中的帅气优质暖男形象，高以翔人气剧增，獲网民封为「国民老公」。
2013年，高以翔与黄渤、林志玲、秦海璐合作爱情片《101次求婚》，并进军好莱坞客串出演电影《天使聖物：骸骨之城》；首次主演网络剧《钱多多炼爱记》，饰演高富帅许飞。2016年，他主演爱情电影《最萌身高差》，并在林更新、林允儿主演的古装爱情剧《武神赵子龙》中客串出演吕布一角；2017年又与王丽坤、王传君搭档主演爱情喜剧電影《情遇曼哈顿》，以及客串斯蒂芬·马布里的动作电影《我是马布里》。
2018年，高以翔与王力宏、宋茜合作古装玄幻电影《古劍奇譚之流月昭明》，饰演男二号夏夷则。2019年8月，他跟鹿晗、舒淇合作拍攝科幻片《上海堡垒》，饰演火炮司令杨建南；10月与宣璐合演爱情偶像剧《彩虹的重力》，是其生前最后一部作品，而遗作則是和秦岚合作的都市职场剧《怪你过分美丽》。
高以翔曾於2013年至2019年，多次入選美國電影網站TC Candler的世界百大帥氣臉孔，其中最高名次在2016年獲得第7名。

### 逝世
2019年11月27日凌晨1點30分左右，高以翔录制浙江卫视真人實境秀節目《追我吧》將近17小時後，在「你追我逃」奔跑环节中突然放緩步伐，喊一声「我不行了」后坐在路邊花台，隨後躺倒並晕倒、心臟驟停3分鐘，经现场的心肺复苏15分鐘后一度恢復心跳，但送至寧波市醫療中心李惠利醫院急救近3個小時後仍宣告不治，享年35歲；醫院宣布死因為心源性猝死；稍後經紀公司發出聲明證實高以翔已經逝世，並表示「令我們震驚且悲痛萬分，至今無法接受」。
關於高以翔倒地後到有人員進行搶救之間的過程，存在兩方說法：
- 事發當時在場粉絲：高以翔倒地後，浙江衛視工作人員起初以為是節目效果，而沒有即時上前關心，直到過了近16分鐘或半小時，在場藝人上前關心高以翔的情況後，才有身穿反光背心的醫護人員趕到現場開始搶救[38][39][40][41][42]。

- 浙江衛視總監林湧：工作人員发现高以翔倒地异样后，即呼叫現場待命的救護車，距事發位置較近的嘉賓也從主舞台跑向高以翔[34][38]；倒地1分46秒后，現場待命的寧波急救中心醫護人員趕到並開始施救。急救20多分鐘後，救护车将其送往附近的李惠利醫院，2个多小时抢救后仍宣告不治。现场备有寧波急救中心2輛救護車、3名專業醫護人員和2名救護車駕駛員，救护车配有專業急救設備，含抢救中已使用的體外心臟去顫設備[34][38]。

事發後，許多網友和曾參與錄製的藝人在網路發文批評中國大陸的真人實境秀節目，其中運動、競技類節目最常傳出意外；導演兼演員徐峥在微博發文表示「節目的安全防範意識也太差了，絕對要負責任啊」；浙江衛視於當天晚間發布聲明表示「對此意外造成無法挽回的嚴重後果，深感遺憾和惋惜，並願意承擔相應責任」；高以翔的众多好友及演艺界人士紛紛在社群網站发文悼念。
11月28日，其遺體送往寧波市殯儀館暫存，晚間載著遺體的靈車繞經事發地後，抵達杭州殯儀館進行防腐處理；高以翔的粉丝自发前往事发地悼念；中國電視藝術家協會演員工作委員會對於其意外猝逝發出聲明，稱藝人要「懂得自我保護，珍愛生命，拒絕過度疲勞工作」。11月29日，高以翔生前原計劃在毛加恩婚禮上擔任伴郎；高以翔的粉絲向浙江卫视及《追我吧》節目組提出「六大訴求」。11月30日，中国中央电视台在《新聞周刊》節目上，以〈高以翔：生命的警示〉為題指出「在黃金4分鐘內沒有專業醫護人員和急救設備，救護車也因為路障無法第一時間到位，或許就算有了這些也無法挽回生命，但至少能保住更多生存的機會」。微博上有自称电视台工作人員与朋友的对话称电视台在“能拖就拖”，引致更多批评。网民也批评指称浙江卫视以公关手段降微博热搜，节目官方回应缺乏真诚，过往节目强度过大和安全保障不足。
12月2日，其遺體從上海運回台灣。12月15日，舉辦告別式；其長眠地為位於新北市金山區的金寶山墓園日光苑。
2020年2月10日，高以翔出現在第92届奥斯卡金像奖向已逝影人致敬橋段，並出現在9月26日第55屆金鐘獎及11月21日第57屆金馬獎追思已故影人橋段。

## 演出作品

### 電影
| 年份   | 電影名                 | 角色          | 備註                     |
| 2008年 | 《女人不坏》           | X             |                          |
| 2010年 | 《玩具總動員3》        | 肯尼          |                          |
| 2013年 | 《101次求婚》          | 許卓          |                          |
| 2013年 | 《天使聖物：骸骨之城》 | 馬格努斯‧貝恩 | 首部兼唯一一部好萊塢作品 |
| 2013年 | 《西裝劇社》           |               | 微電影                   |
| 2015年 | 《婚禮日記》           | 許仁茂        |                          |
| 2016年 | 《最萌身高差》         | 張瀟          |                          |
| 2017年 | 《我是馬布里》         | 楊西亞        |                          |
| 2017年 | 《情遇曼哈顿》         | 宋苇东        |                          |
| 2017年 | 《唐人街1871》         | Tom           |                          |
| 2018年 | 《古剑奇谭之流月昭明》 | 夏夷则        |                          |
| 2019年 | 《上海堡壘》           | 杨建南        |                          |
| 2020年 | 《囧媽》(網絡首播)     | 麥可          | 友情客串                 |

### 電視劇
| 年份   | 首播頻道             | 劇名               | 角色            |
| 2006年 | 台視 三立            | 《爱情魔髮师》     | 范小玲的男朋友  |
| 2006年 | 華視、東森綜合台     | 《天堂來的孩子》   | 羅以翔          |
| 2006年 | 華視、東森綜合台     | 《戀愛女王》       | 王正勳          |
| 2006年 | 華視                 | 《超級拍檔》       | Big Mac         |
| 2007年 | 華視                 | 《我要變成硬柿子》 | 羅信虎（Tiger） |
| 2007年 | 台視、三立           | 《鬥牛，要不要》   | 坦克            |
| 2009年 | 中視、八大           | 《桃花小妹》       | 陳合            |
| 2010年 | 華視、中天綜合台     | 《我的排隊情人》   | 白謙睿          |
| 2011年 | 華視、八大           | 《單數絕配》       | 贏開泰          |
| 2012年 | 湖南衛視、民視、八大 | 《勝女的代價》     | 高子齊          |
| 2013年 | 湖南衛視             | 《華麗一族》       | 李真            |
| 2013年 | 搜狐视频             | 《錢多多煉愛記》   | 許飛            |
| 2014年 | 湖南衛視             | 《如果我爱你》     | 顏軍            |
| 2016年 | 湖南衛視             | 《武神趙子龍》     | 吕布            |
| 2016年 | 樂視視頻 安徽衛視    | 《遇見王瀝川》     | 王瀝川          |
| 2019年 | 騰訊視頻             | 《彩虹的重力》     | 季篁            |
| 2020年 | 愛奇藝               | 《怪你過分美麗》   | 莫北            |

### 音樂錄影帶
- 2007年 蔡詩芸《不肯睡》
- 2009年 戴愛玲《空港》
- 2009年 戴愛玲《愛靈靈》
- 2009年 戴愛玲《沸騰》

## 音樂作品
- 《不要你的愛》（電視劇 單數絕配 片尾曲）
- 《家園》（與薛凱琪合唱）

## 出版作品

### 書籍
| 發售日期       | 類型 | 書名               | 作者                           | 出版社   | ISBN                   |
| -------------- | ---- | ------------------ | ------------------------------ | -------- | ---------------------- |
| 2009年4月6日   | 散文 | 《遇見時尚F4》     | 蓝钧天、丁春诚、陈绍诚、高以翔 | 平裝本   | ISBN 978-957-803-731-1 |
| 2009年11月25日 | 寫真 | 《戀愛0.01的距離》 | 高以翔                         | 三采文化 | ISBN 978-986-229-189-4 |
| 2010年12月8日  | 寫真 | 《巴黎遇見你》     | 高以翔                         | 三采文化 | ISBN 978-986-229-350-8 |

## 類似人物之事故
- 黃家駒，1993年6月24日在日本錄製富士電視台遊戲節目《小內小南的 想做什麼 就做什麼》時發生意外，留醫六天後於日本時間1993年6月30日下午4時15分在東京女子醫科大學醫院逝世，終年31歲。

## 外部連結
- 高以翔的新浪微博
- 高以翔的Facebook專頁
- 高以翔的X（前Twitter）
- 高以翔的Instagram帳戶
- 高以翔的Plurk專頁
- 高以翔在互联网电影资料库（IMDb）上的資料（英文）
- 高以翔在香港影庫上的簡介
- 高以翔在豆瓣上的资料（简体中文）
- 高以翔在时光网上的簡介（简体中文）
- 傑星傳播 - 高以翔的介紹